# کیم این-کون
کیم این-کون (انگلیسی: Kim In-kun؛ زادهٔ ۱۱ مارس ۱۹۴۴) بازیکن بسکتبال اهل کره جنوبی بود. وی در بازی‌های المپیک تابستانی ۱۹۶۴ و ۱۹۶۸ شرکت کرده‌است.